# Camí dels Muntanyants
Camí dels Muntanyants – miejscowość w Hiszpanii, w Katalonii, w prowincji Tarragona, w comarce Alt Camp, w gminie Alcover.
Według danych INE z 2005 roku miejscowość zamieszkiwały 33 osoby.